# 1028년

## 연호
- 북송(北宋) 천성(天聖) 6년
- 요(遼) 태평(太平) 8년
- 일본(日本) 만주(万寿) 5년 / 조겐(長元) 원년
- 리 왕조(李朝) 투언티엔(順天) 19년 / 티엔타인(天成) 원년

## 기년
- 북송(北宋) 인종(仁宗) 6년
- 요(遼) 성종(聖宗) 47년
- 고려(高麗) 현종(顯宗) 19년
- 리 왕조(李朝) 태조(太祖) 19년/태종(太宗) 원년

## 사건
- 기독교 사이비 교파 알비주아파 토벌을 위한 알비 십자군 창설

## 탄생
- 9월 9일 - 윌리엄 1세, 잉글랜드 국왕.